# Kéreks
Cet article concerne le peuple kerek. Pour la langue kereke, voir Kerek.
Les Kéreks sont un groupe ethnique de Russie.

## Démographie
Selon un sondage datant de 2010, ils ne seraient plus que quatre. En 2002, le même sondage faisait état de huit individus quand, en 1897, ils étaient près de 102. Pendant tout le XXe siècle, ils furent assimilés au peuple des Tchoutckes. 